# Episodi di Citadel
La prima stagione della serie televisiva Citadel, composta da 6 episodi, è stata pubblicata sulla piattaforma streaming on demand Prime Video dal 28 aprile al 26 maggio 2023, in tutti i Paesi in cui è disponibile.
| nº | Titolo originale                  | Titolo italiano                              | Pubblicazione  |
| -- | --------------------------------- | -------------------------------------------- | -------------- |
| 1  | The Human Enigma                  | L'enigma umano                               | 28 aprile 2023 |
| 2  | Spies Appear in Night Time        | Le spie vengono di notte                     | 28 aprile 2023 |
| 3  | Infinite Shadows                  | Ombre infinite                               | 5 maggio 2023  |
| 4  | Tell Her Everything               | Dille tutto                                  | 12 maggio 2023 |
| 5  | Time Renders Us Enemies           | Il tempo ci rende nemici                     | 19 maggio 2023 |
| 6  | Secrets in Night Need Early Rains | Ai segreti notturni servono piogge mattutine | 26 maggio 2023 |

## L'enigma umano
- Titolo originale: The Human Enigma
- Diretto da: Newton Thomas Sigel
- Scritto da: Josh Appelbaum, Bryan Oh e David Weil (soggetto); David Weil (sceneggiatura)

### Trama
Mason Kane e Nadia Sinh sono due spie di Citadel, un'organizzazione che opera al più elevato grado di segretezza per garantire la pace e la sicurezza nel mondo. Entrambi si trovano su un treno panoramico sulle Alpi italiane, assegnati alla missione di recuperare preziosi documenti, fin quando scoprono di essere vittime di una trappola orchestrata dall'organizzazione Manticore, loro nemesi. Il treno viene fatto esplodere e la carrozza su cui viaggiano cade nel fiume.
Otto anni dopo, Mason ha perso la memoria e conduce una vita tranquilla nelle vesti di Kyle Conroy, nome che crede appartenergli dal momento che l'ha trovato sui documenti al risveglio dopo l'incidente. Ha una moglie ed una figlia e frequenta uno psicologo per cercare di capire chi è e perché ha quelle continue allucinazioni, che altro non sono che i ricordi della sua vita precedente.
Bernard Orlick, suo collega, scopre che Mason è ancora vivo, e che l'agente della Manticore Dahlia Archer sta cercando informazioni su un caso top secret. Così rapisce Kyle e la sua famiglia, salvo poi spiegargli che i due si conoscono e lavoravano insieme, raccontandogli dell'incidente e chi Mason era prima di esso.
Con la promessa di restituirgli i suoi ricordi, stringe un patto con lui, che prevede che Mason lo aiuti a impedire che la Manticore raggiunga i suoi scopi.
- Guest star: Moira Kelly (Joe).
- Altri interpreti: Lev Gorn (Gregor Yovanovich), Gianfranco Terrin (medico italiano), Spencer Mulligan (consigliere di Gregor), Timothy Busfield (terapista Simmons), Peter Gerety (segretario McCulough).

## Le spie vengono di notte
- Titolo originale: Spies Appear in Night Time
- Diretto da: Newton Thomas Sigel
- Scritto da: Bryan Oh e David Weil

### Trama
Otto anni prima: Nadia Sinh sopravvive all'incidente ferroviario e, ferita, viene soccorsa da un automobilista che si rivela uno squilibrato che la vuole tenere prigioniera. Lei reagisce e uccide il suo carceriere. Si scopre che la perdita della memoria di cui soffre Mason è indotta da un chip impiantato nel loro corpo, che si attiva anche in Nadia; lei riesce poco prima dell'amnesia a scriversi un appunto sul braccio, dicendosi di andare a Valencia.
Oggi: Bernard infiltra Kyle/Mason nei laboratori di Manticore affinché riprenda la valigetta con i codici nucleari e l'elenco degli agenti Citadel, operazione che riesce, ma ora sono inseguiti. Quando Kyle sta per iniettarsi il siero che contiene i suoi ricordi Bernard, che sta guidando, viene ucciso dagli agenti Manticore; Kyle riesce a fuggire, ma la siringa col siero (l'unica esistente) si rompe. Giunto a Valencia, trova Nadia, che non lo riconosce, ma lui la convince della sua identità. Arrivano gli agenti di Manticore e, quando sembrano avere la meglio, Nadia si inietta i ricordi recuperando l'addestramento e neutralizzandoli.
Successivamente un redivivo Bernard è stato catturato da Dahlia, che lo sta facendo torturare affinché riveli i segreti di Citadel. 
- Guest star: Moira Kelly (Joe).
- Altri interpreti: Ivo Nandi (Vincenzo), Alison Halstead (Pearline), Ethan Moorhouse (guardia di sicurezza), Leo Ashizawa (Yamazaki), Xavilaine Hincapie (hostess del ristorante).

## Ombre infinite
- Titolo originale: Infinite Shadows
- Diretto da: Newton Thomas Sigel e Jessica Yu
- Scritto da: David Weil e Melissa Glenn

### Trama
Oggi: Nadia porta Kyle in un luogo sicuro in cui stabilire il da farsi.
Dieci anni fa: Mason riceve da Bernard l'incarico di recuperare una fiala del virus ebola modificato da alcuni terroristi; verrà ferito ma sarà Nadia, la nuova agente, a salvargli la vita. Tra i due è subito attrazione e hanno una storia.
Oggi: Dahlia tortura Bernard per farsi dire dove si trovi la valigetta e minaccia di uccidere la sua famiglia e quella di Kyle/Mason. Quest'ultimo si reca da un malavitoso che conosce vari segreti di Citadel: il piano è che mentre gli parla cercando di convincerlo ad aiutarli, Nadia deve intrufolarsi nel sistema informatico e scaricare i dati che servono loro. L'operazione riesce, ma l'uomo dice a Kyle/Mason che Nadia avesse a suo tempo tradito Citadel vendendosi a Manticore.
- Guest star: Moira Kelly (Joe).
- Altri interpreti: Nikki Amuka-Bird (Grace Helgoff), Leo Woodall (Duke), Gráinne Good (Valeria), Sean Monro (Balduino Basto), Pedro Leandro (Christiano).

## Dille tutto
- Titolo originale: Tell Her Everything
- Diretto da: Newton Thomas Sigel e Jessica Yu
- Scritto da: Josh Appelbaum e Bryan Oh (soggetto); Josh Appelbaum, Bryan Oh e David Wei (sceneggiatura)

### Trama
Dieci anni fa: nella squadra arriva una nuova agente, Celeste, che viene infiltrata affinché rubi un dispositivo chiamato la chiave di Oz, in grado di hackerare qualsiasi cosa. Quando la ragazza si fa scoprire, Mason ha paura che l'operazione sia andata a monte e nutre dubbi sulla lealtà di Celeste perché ha un fratello con grossi debiti di gioco; Mason crede che lei abbia rubato la chiave di Oz per rivenderla al miglior offerente e aiutare il fratello. Mason ne organizza il recupero con la procedura della cancellazione della memoria e distruzione della fiala: lo fa con la complicità di Bernard e nascondendo a Nadia la verità; in realtà Mason organizza tutto per far concentrare i sospetti su Celeste poiché convinto che la talpa in realtà sia Nadia, di cui si è innamorato.
Oggi: Nadia e Kyle/Mason si infiltrano a Manticore per liberare Spencer, un loro amico e collega di Citadel, l'unico al corrente del presunto tradimento di Nadia.
- Altri interpreti: Nikki Amuka-Bird (Grace Helgoff), Mo Chara (Lars), Mike Capozzola (medico).

## Il tempo ci rende nemici
- Titolo originale: Time Renders Us Enemies
- Diretto da: Newton Thomas Sigel
- Scritto da: David Weil, Bryan Oh e Angela Russo-Otstot (soggetto); Bryan Oh e David Wei (sceneggiatura)

### Trama
Nove anni fa: Mason chiede a Nadia di sposarlo, anche se sospetta che lei abbia preso la Chiave di Oz. Quando lei scopre che lui ha inattivato Celeste, lei lo lascia.
Oggi: dopo aver fatto evadere Spencer, Nadia viene messa alle strette e confessa che a Valencia c'è nascosta sua figlia, della cui esistenza aveva taciuto a tutti. La bambina è di Mason, di cui però ignorava l'esistenza anche prima di perdere la memoria. Quando vengono raggiunti da alcuni uomini armati, vengono messi in contatto con Dahlia: ha rapito la figlia di Nadia e Mason e vuole in cambio la collaborazione di Mason, affinché le dia l'accesso ad alcune armi atomiche a cui lui solo ha l'accesso.
- Guest star: Moira Kelly (Joe).
- Altri interpreti: Paul Bazely (Rahi), Simon Kim (Agente Park), Gráinne Good (Valeria), Sara Martins (Sandra), Silvia Torregrosa (levatrice), Laétitia Eído (Cristoph), Leo Ashizawa (Yamazaki).

## Ai segreti notturni servono piogge mattutine
- Titolo originale: Secrets in Night Need Early Rains
- Diretto da: Newton Thomas Sigel
- Scritto da: Josh Appelbaum e Bryan Oh

### Trama
Kyle/Mason e Nadia vanno a recuperare le testate richieste da Dahlia per scambiarle con Asha, la figlia di Nadia e Mason. Durante lo scambio, scoppia una sparatoria e riescono a liberare la bambina senza cedere le armi nucleari. Finalmente Kyle/Mason, Nadia e Asha si recano al rendez vous con la famiglia di Kyle. Spencer e Nadia rimangono basiti nello scoprire che la moglie di Kyle altri non è che Celeste, anche lei dimentica del suo passato.
Spencer informa l'uomo che è riuscito a fare una copia dei ricordi di Kyle, che quindi può recuperare la memoria. Si scopre che Dahlia è la madre di Mason, e si conosce anche il perché del livore della donna nei confronti di Citadel: a causa di un errore tattico, Citadel ha ordinato il bombardamento di una base ONU in cui c'era il padre di Mason (e marito di Dahlia) e la donna vuole vendetta, motivo per cui chiede al figlio la lista di tutti gli agenti Citadel, cosa che lui fa. La strage degli agenti dell'agenzia è il motivo per cui, nel primo episodio, lui e Nadia vengono attaccati sul treno.
- Guest star: Moira Kelly (Joe).
- Altri interpreti: Audie Rick (Mason da giovane), Deborah Hedwall (Nonna di Mason), Nikki Amuka-Bird (Grace Helgoff), Leo Woodall (Duke), Serafina Tarafdar (Asha), Laétitia Eído (Cristoph), Kineta Kunudu (Billie), Gráinne Good (Valeria), Sara Martins (Sandra).